# Afoninskaja (rejon charowski)
Afoninskaja (ros. Афонинская) – wieś w Rosji, w rejonie charowskim obwodu wołogodzkiego. W 2010 r. liczyła 4 mieszkańców.